# Вітаутас Богушіс
Вітаутас Богушіс (лит. Vytautas Bogušis; нар. 2 січня 1959 року) — литовський політик, дисидент, член Сейму Литви.

## Біографія
Народився 2 січня 1959 року в селі Пувочяй Варенського району.
Був активним учасником християнського та антирадянського рухів опору, в результаті чого його виключили із середньої школи в 1976 році. З 1980 року належить до Литовської Гельсінської групи. Брав участь у виданні підпільних газет та підвищенні обізнаності про порушення прав людини радянською владою. Богушіс був одним із організаторів популярних антирадянських мітингів у 1987 та 1988 роках.
У 1989 році він був одним з підписантів документа про створення Литовської християнсько-демократичної партії (ЛКДП) і став її активним членом. У 1990 році був обраний до муніципальної ради Вільнюса.
На виборах у 1992 році Богушіс був обраний членом Сейму шостого скликання через спільний виборчий список ЛКДП, Литовського союзу політичних в'язнів та депортованих та Литовської демократичної партії. У 1996 році — переобраний у парламент через виборчий список ЛКДП, був головою міжпарламентської групи зв'язків Литва-Україна.
У 2000 році Богушіс покинув ЛКДП, заснувавши Сучасний християнсько-демократичний союз. Партія об'єдналася з Ліберальним союзом Литви та Литовським союзом центрів, щоб утворити Союз лібералів і центру (LiCS) у 2003 році. Богушіс працював заступником голови партії. Між 2003 і 2004 роками працював у муніципальній раді Вільнюса.
Богушіс був знову обраний до Сейму на виборах 2004 року за виборчим списком LiCS. Був переобраний у Сейм десятого скликання у 2008 році, коли LiCS став частиною коаліційного уряду. Богуші залишив Союз лібералів і центру у 2013 році.
Богушіс також брав участь у виборчих кампаніях Стасіса Лозорайтіса (у 1993 році) та Вальдаса Адамкуса (у 1997 році).

## Нагороди
- орден «За заслуги» II ступеня (Україна, 5 листопада 1998) — за вагомий особистий внесок у розвиток українсько-литовського співробітництва[9];
- офіцер ордена Хреста Погоні (1998)[5];
- медаль Незалежності Литви (2000)[7].